# Álvaro Gaxiola
Álvaro Gaxiola (n. 26 ianuarie 1937, Guadalajara, Jalisco, Mexic – d. 18 august 2003, Guadalajara, Jalisco, Mexic) a fost un săritor în apă ce a reprezentat Mexic, medaliat olimpic. A participat la o ediție a Jocurilor Olimpice (1968) în care a câștigat o medalie de argint.

## Participări
Lista de mai jos prezintă principalele competiții la care a participat Álvaro Gaxiola de-a lungul carierei.
- diving at the 1968 Summer Olympics – men's 10 metre platform[*]